# Arquidiocese de Assunção
A Arquidiocese da Santíssima Assunção (Archidiœcesis Sanctissimae Assumptionis) é uma arquidiocese da Igreja Católica situada em Assunção, no  Paraguai. É fruto da elevação da diocese do Paraguai, criada em 1 de julho de 1547. Seu atual arcebispo é Adalberto Martínez Flores. Sua Sé é a Catedral Metropolitana de Assunção.
Possui 99 paróquias servidas por 376 padres, contando com 90,5% da população jurisdicionada batizada.

## História
A diocese do Paraguai foi erigida em 1 de julho de 1547, recebendo o território da diocese de Cuzco (hoje arquidiocese). Originalmente era sufragânea da arquidiocese de Lima.
Em 20 de julho de 1609 passou a fazer parte da província eclesiástica da arquidiocese de La Plata ou Charcas (hoje arquidiocese de Sucre)
Em 6 de abril de 1620 cede uma parte de seu território em vantagem da ereção da diocese de Buenos Aires (atualmente arquidiocese).
Em 5 de março de 1865 torna-se sufragânea da arquidiocese de Buenos Aires.
Em 21 de dezembro de 1868 o bispo Manuel Antonio Palacios foi fuzilado pela acusação de alta traição pelo presidente Francisco Solano López com base de confissões obtidas sob tortura para alguns conspiradores.
Em 1 de maio de 1929 por força da bula Universi Dominici do Papa Pio XI cedeu outras porções de território em vantagem da ereção das dioceses de Concepción e Chaco (hoje diocese de Concepción en Paraguay) e de Villarica (hoje diocese de Villarrica del Espíritu Santo) e nesse contexto é elevada ao posto de arquidiocese metropolitana com o nome atual.
Em 19 de janeiro de 1957, em 2 de agosto de 1960 e em 18 de maio de 2000 cedeu várias porções de território em vantagem da ereção respectivamente da diocese de San Juan Bautista de las Misiones, da Prelazia Territorial de Caacupé (hoje diocese) e da diocese de San Lorenzo.

## Prelados
|                     | Nome                                              | Período    | Notas                                              |
| Arcebispos          | Arcebispos                                        | Arcebispos | Arcebispos                                         |
| ------------------- | ------------------------------------------------- | ---------- | -------------------------------------------------- |
| 7º                  | Adalberto Cardeal Martínez Flores                 | 2022-atual |                                                    |
| 6º                  | Edmundo Ponziano Valenzuela Mellid, S.D.B.        | 2014-2022  | Arcebispo emérito                                  |
| 5º                  | Eustaquio Pastor Cuquejo Verga, C.Ss.R. †         | 2002-2014  |                                                    |
| 4º                  | Felipe Santiago Benítez Ávalos †                  | 1989-2002  |                                                    |
| 3º                  | Ismael Blas Rolón Silvero, S.D.B. †               | 1970-1989  |                                                    |
| 2º                  | Juan José Aníbal Mena Porta †                     | 1949-1970  |                                                    |
| 1º                  | Juan Sinforiano Bogarín †                         | 1929-1949  |                                                    |
| Arcebispo coadjutor |                                                   |            |                                                    |
|                     | Edmundo Ponziano Valenzuela Mellid, S.D.B.        | 2011-2014  |                                                    |
|                     | Juan José Aníbal Mena Porta                       | 1941-1949  |                                                    |
| Bispos auxiliares   |                                                   |            |                                                    |
|                     | Adalberto Martínez Flores                         | 1997-2000  | Nomeado Bispo de San Lorenzo                       |
|                     | Ricardo Jorge Valenzuela Rios                     | 1993-2003  | Nomeado Bispo de Ordinário Militar do Paraguai     |
|                     | Catalino Claudio Giménez Medina, P.Schönstatt     | 1991-1995  | Nomeado Bispo de Caacupé                           |
|                     | Eustaquio Pastor Cuquejo Verga, C.Ss.R.           | 1982-1990  | Nomeado Bispo de Ciudad del Este                   |
|                     | Jorge Adolfo Carlos Livieres Banks                | 1976-1987  | Nomeado Bispo de Encarnación                       |
|                     | Juan Moleón Andreu                                | 1967-1972  | Nomeado Bispo de Ordinário Militar do Paraguai     |
|                     | Julio Benigno Laschi González                     | 1965-1969  |                                                    |
|                     | Felipe Santiago Benitez Avalos                    | 1961-1965  | Nomeado Bispo de Villarrica del Espíritu Santo     |
|                     | Aníbal Maricevich Fleitas                         | 1957-1961  | Elevado a Bispo coadjutor                          |
|                     | Ramón Pastor Bogarín Argaña                       | 1954-1957  | Nomeado Bispo de San Juan Bautista de las Misiones |
|                     | Juan José Aníbal Mena Porta                       | 1936-1941  | Elevado a Arcebispo coadjutor                      |
|                     | Juan Gregorio Urbieta                             | 1856-1860  | Elevado a Bispo                                    |
|                     | Marco Antonio Maiz                                | 1844-1848  |                                                    |
| Bispos              |                                                   |            |                                                    |
| 30º                 | Juan Sinforiano Bogarín †                         | 1894-1929  |                                                    |
| 29º                 | Pedro Juan Aponte †                               | 1879-1891  |                                                    |
| 28º                 | Manuel Antonio Palacios †                         | 1865-1868  |                                                    |
| 27º                 | Gregório Urbieta †                                | 1860-1865  |                                                    |
| 26º                 | Basilio Antonio López, O.F.M. †                   | 1844-1859  |                                                    |
| 25º                 | Pedro García Panés, O.F.M. †                      | 1807-1838  |                                                    |
| 24º                 | Nicolás Videla del Pino †                         | 1802-1807  | Nomeado Bispo de Salta                             |
| 23º                 | Luis Velasco y Maeda, O.F.M. †                    | 1779-1792  |                                                    |
| 22º                 | Juan José de Priego y Caro, O.P. †                | 1772-1779  |                                                    |
| 21º                 | Manuel López de Espinosa †                        | 1762-1772  |                                                    |
| 20º                 | Manuel Antonio de la Torre †                      | 1756-1762  | Nomeado Bispo de Buenos Aires                      |
| 19º                 | Fernando José Pérez de Oblitas †                  | 1747-1756  | Nomeado Bispo de Santa Cruz de la Sierra           |
| 18º                 | José Cayetano Paravicino, O.F.M. †                | 1738-1747  | Nomeado Bispo de Trujillo                          |
| 17º                 | José de Palos, O.F.M. †                           | 1724-1738  |                                                    |
| 16º                 | Martín de Sarricolea y Olea †                     | 1718-1723  |                                                    |
| 15º                 | Pedro Díaz Durana y Uriarte †                     | 1702-1718  |                                                    |
| 14º                 | Sebastián de Pastrana, O. de M. †                 | 1687-1700  |                                                    |
| 13º                 | Faustino de Casas, O. de M. †                     | 1676-1686  |                                                    |
| 12º                 | Gabriel de Guillestegui, O.F.M. †                 | 1669-1671  | Nomeado Bispo de La Paz                            |
| 11º                 | Bernardino de Cárdenas Ponce, O.F.M. †            | 1640-1666  | Nomeado Bispo de Santa Cruz de la Sierra           |
| 10º                 | Francisco de la Serna, O.S.A. †                   | 1635-1637  |                                                    |
| 9º                  | Cristóbal de Aresti Martínez de Aguilar, O.S.B. † | 1629-1635  | Nomeado Bispo de Buenos Aires                      |
| 8º                  | Tomás de la Torre Gibaja,, O.P. †                 | 1620-1628  | Nomeado Bispo de Córdoba                           |
| 7º                  | Lorenzo Pérez de Grado †                          | 1615-1619  | Nomeado Bispo de Cusco                             |
| 6º                  | Reginaldo de Lizárraga, O.P. †                    | 1609       |                                                    |
| 5º                  | Martín Ignacio de Loyola †                        | 1601-1605  |                                                    |
| 4º                  | Baltazar de Cobarrubias y Múñoz, O.S.A. †         | 1601-1603  |                                                    |
| 3º                  | Alfonso Guerra, O.P. †                            | 1579-1592  | Nomeado Bispo de Morelia                           |
| 2º                  | Pedro de la Torre, O.F.M. †                       | 1554-1573  |                                                    |
| 1º                  | Juan de los Barrios, O.F.M. †                     | 1547-1552  | Nomeado Bispo de Santa Marta                       |
| Bispo-coadjutor     |                                                   |            |                                                    |
|                     | Aníbal Maricevich Fleitas                         | 1961-1965  | Nomeado Bispo de Concepción no Paraguai            |
|                     | Manuel Antonio Palacios                           | 1863-1865  |                                                    |
|                     | José Luis Palos Bord, O.F.M.                      | 1721-1724  |                                                    |